# Saxões da Transilvânia

Os saxões da Transilvânia (em saxão da Transilvânia Siweberjer Såksen, alemão Siebenbürger Sachsen, húngaro Erdélyi szászok e romeno Saşi) são pessoas de etnia alemã que se estabeleceram na Transilvânia a partir do século XII.

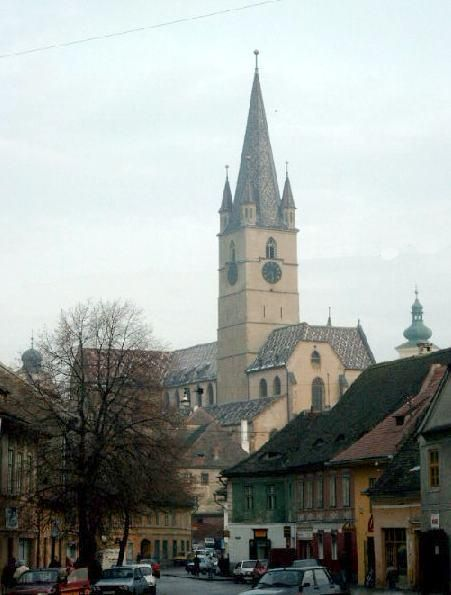
Catedral luterana de Sibiu (em alemão Hermannstadt)

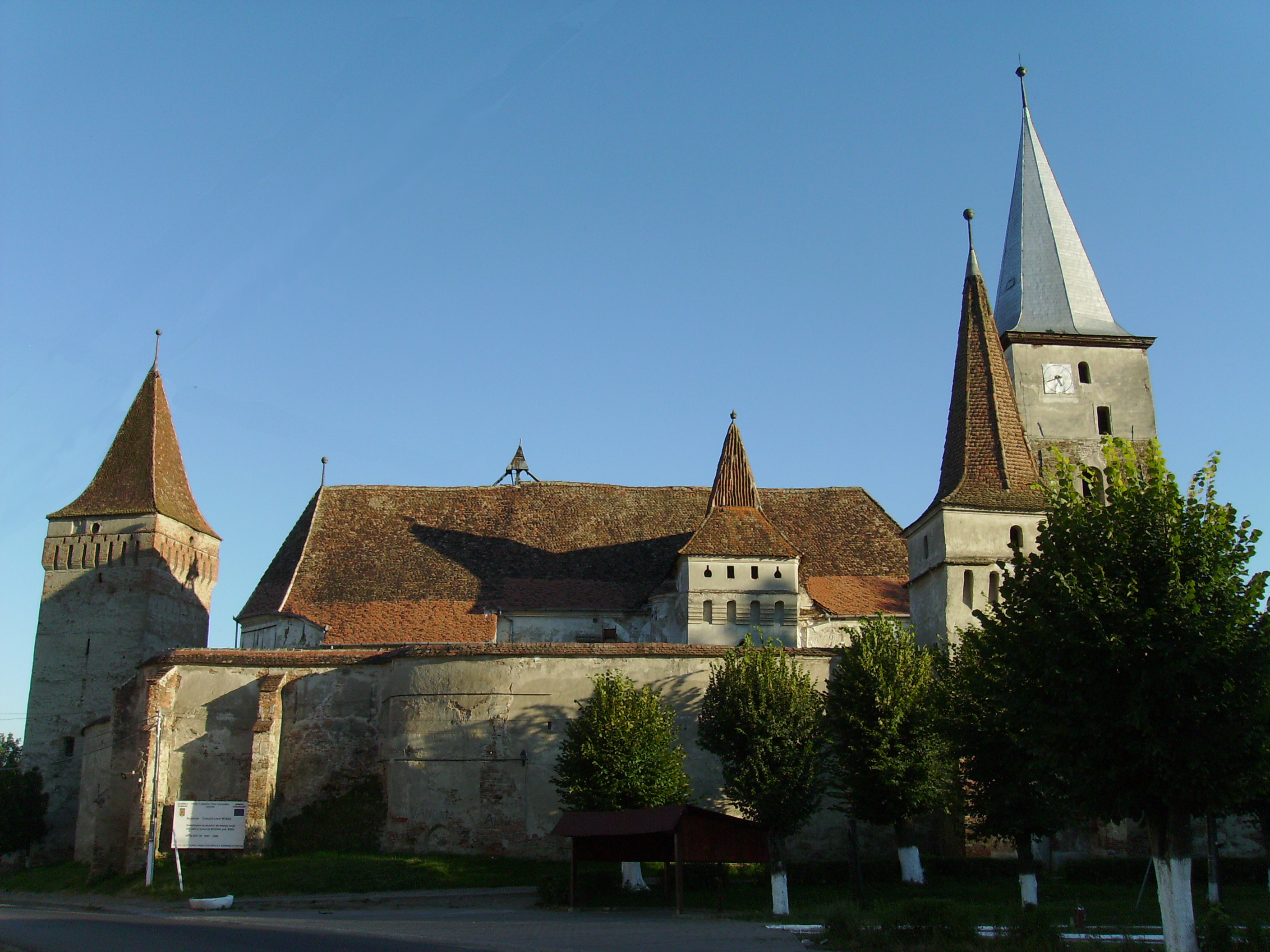
Igreja de Moşna, uma típica igreja fortificada saxã.

A colonização da Transilvânia por alemães foi iniciada pelo rei Géza II da Hungria (1141–1162). Por décadas, a principal tarefa dos colonos germânicos era defender a fronteira sudeste do Reino da Hungria. A colonização continuou até o fim do século XIII. Embora os assentadores proviessem principalmente da parte ocidental do Sacro Império Romano-Germânico e geralmente falassem dialetos francônios, eram coletivamente conhecidos como saxões em razão dos alemães que trabalhavam na chancelaria da corte húngara.
A população saxã da Transilvânia diminuiu drasticamente após a Segunda Guerra Mundial, tendo a maioria deixado a Hungria e a Romênia, estabelecendo-se inicialmente na Áustria, depois em outras nações, como nos Estados Unidos (principalmente Idaho e Colorado).